# Marcion van Sinope
Marcion van Sinope (Grieks: Μαρκίων Σῐνώπην) (Sinope, ±85 — Rome, ±160) was stichter van de naar hem genoemde marcionistische kerkgemeenschap. Hij was de eerste die een christelijke canon opstelde.

## Biografie
Marcion werd geboren te Sinope, een Griekse handelsstad in Pontus, aan de Zwarte Zee als zoon van de bisschop Philologus. Volgens Epiphanius van Salamis werd hij door zijn eigen vader geëxcommuniceerd. Hij werd reder van beroep, en sloot zich rond 140 aan bij de christengemeente in Rome. Hij schonk deze gemeente 200.000 sestertiën, en bracht er zijn leer van de vreemdeling-God onder de aandacht. 
In 144 werd Marcion vanwege zijn standpunten geëxcommuniceerd.

## Leer
Marcion verkondigde dat de wraakzuchtige God van het Oude Testament niet dezelfde was als God de Vader van Jezus Christus, die naastenliefde voorstond. Marcion was een dualist en stelde dat er twee goden waren: de wraakzuchtige demiurg (scheppergod) van het Oude Testament tegenover de Hemelse Vader van het Nieuwe Testament. Als gevolg hiervan hechtte hij geen bijzondere waarde aan het Oude Testament (de Hebreeuwse Bijbel) en de God van Israël. Het door Marcion gepropageerde evangelie was daarom ontdaan van alle verwijzingen naar het Oude Testament. 
Hij was de eerste die de vele vroeg-Christelijke geschriften inhoudelijk beoordeelde en een schifting aanbracht. In Marcions canon, zijn boek Anthithesis (het testament van de Marcionieten), bleven alleen een evangelie (Evangelikon, het evangelie volgens Marcion) en tien Brieven van Paulus (Apostolikon) over. Marcion zag de apostel Paulus als de ware vertolker van Jezus' leer. 
Justinus de Martelaar stelde dat de duivel Marcion had ingefluisterd dat God niet de schepper was. Rond 207 beschreef Tertullianus Marcion in zijn Adversus Marcionem (tegen Marcion) als een ernstige bedreiging van de christelijke leer. Ook Rhodo bestreed Marcion.

## Erfenis en belang
Marcions kerk werd christelijk genoemd in tegenstelling tot de andere kerk, die zich katholiek noemde. Deze laatste nam het streven naar een canon voor het Nieuwe Testament over en moest zich hiërarchisch organiseren in de strijd tegen de beweging van Marcion. Zo ontstond het fundament voor de katholieke kerk. Kerken in de traditie van Marcion hielden het nog eeuwen uit. Mani (216-277) liet zich onder meer door Marcion inspireren.